# Stiphropus strandi
Stiphropus strandi es una especie de araña del género Stiphropus, familia Thomisidae.

## Distribución
Se distribuye por Irán y Asia Central.

## Taxonomía
Fue descrita por Spassky en 1938.
Tratamiento taxonómico
La especie aparece registrada y publicada en Araneae palaearcticae novae. II. Festschrift Embrik Strand 4: 573–582.